# Air Albania

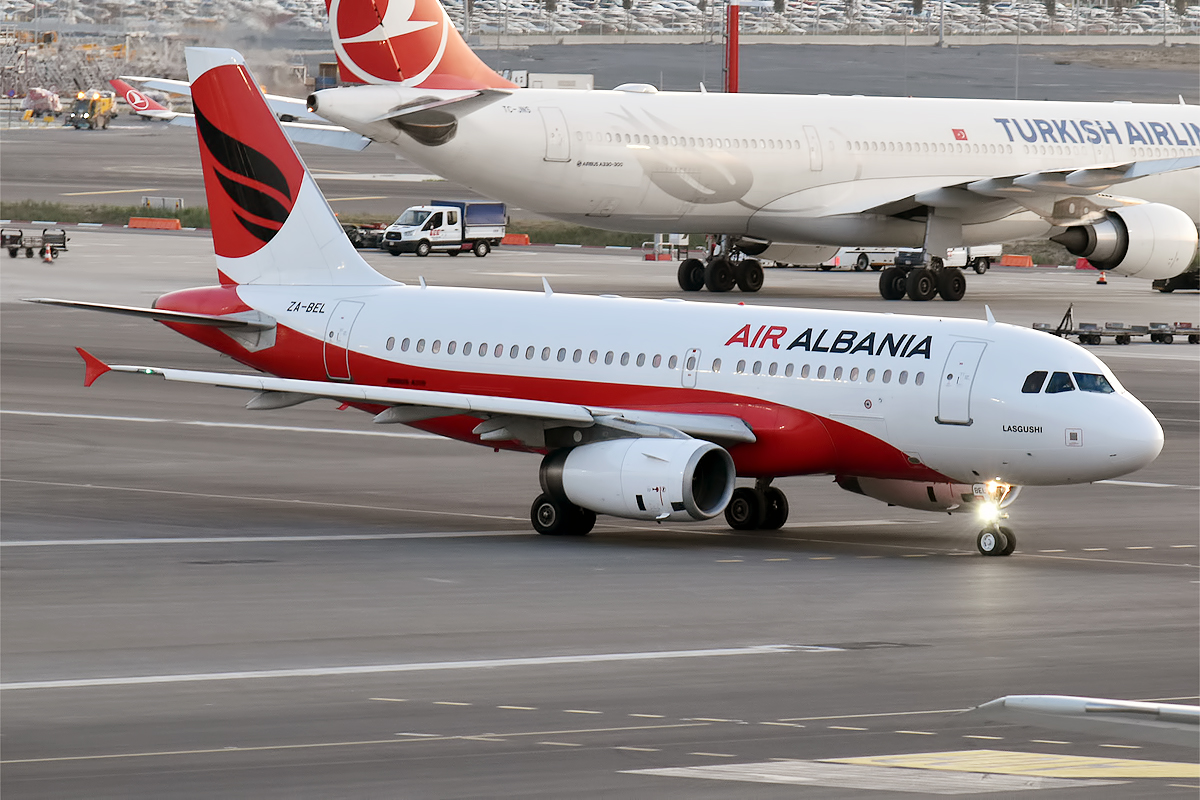
Airbus A319-132 aux couleurs d'Air Albania

Air Albania est une compagnie aérienne basée en Albanie. Sa plate-forme de correspondance aéroportuaire, ou hub est l'Aéroport international de Tirana (en albanais : Aeroporti Nënë Tereza).

## Fondation
Cette compagnie à vocation nationale et internationale a été fondée le 16 mai 2018. La compagnie a réalisé son vol inaugural le 14 septembre 2018 entre les aéroports de Tiran et d'Istambul, confirmant ainsi que cette compagnie est le résultat d'une collaboration entre le gouvernement albanais et la compagnie Turkish Airlines (qui possède 49 % du capital). ce vol transportait le premier ministre albanais Edi Rama.

## Flotte
Selon le site airfleets, la compagnie possédait, en 2023, trois appareils, deux airbus A320 et un airbus A319. En mars 2023, le Premier ministre Edi Rama déclare qu'avec l'arrivée de l'avion nommé "Fishta" à l'aéroport de Rinas, la flotte de la compagnie albanaise passerait à quatre avions.